# Ceratinella marcui
Ceratinella marcui är en spindelart som beskrevs av Rosca 1932. Ceratinella marcui ingår i släktet Ceratinella och familjen täckvävarspindlar.
Artens utbredningsområde är Rumänien. Inga underarter finns listade i Catalogue of Life.